# Armalite AR-50
Das AR-50  ist ein von der US-amerikanischen Firma Armalite entwickeltes Einzellader-Anti-materiel rifle im BMG-Kaliber 12,7 × 99 mm NATO.
Das AR-50, das 1999 offiziell auf der Shot Show vorgestellt wurde, hat eine achteckige Verschlusshülse, die im Schaft auf einer Aluminiumbettung gelagert ist. Das Griffstück ist eine modifizierte Version des M-16. Es sind keine Visiereinrichtungen wie Kimme und Korn vorhanden, stattdessen müssen alle Optiken wie Zielfernrohre auf einer Picatinny-Schiene angebracht werden.
Obwohl das Kaliber vermuten lässt, dass das Gewehr im militärischen Gebrauch ist, wird das AR-50 offiziell von keiner Armee genutzt. Es wird ausschließlich von zivilen Schützen unter anderem in den Disziplinen „Long Range“ und im Benchrestschießen verwendet. Anders als auf vielen Bildern dargestellt, wird das AR-50 ohne Zweibein und ohne Zielfernrohr ausgeliefert. Ein ähnliches Gewehr mit kleinerem Kaliber wird als Armalite AR-30 vermarktet.